# あさひが丘 (江別市)
あさひが丘（あさひがおか）とは、北海道江別市の町丁。郵便番号は069-0826。人口は2,024人、世帯数は912世帯（2023年12月1日現在）。丁目の設定のない単独町名である。住居表示は全域で未実施。

## 地理
あさひが丘は函館本線の南東側に位置する地域で、町内に北海道道128号札幌北広島環状線が横断している。

## 歴史

### 年表
- 1998年（平成10年）
  - 3月14日 - 「東野幌」の一部が「あさひが丘」に町名地番変更[5]。

### 町名の変遷
町名の変遷は以下の通りである。
| 実施後     | 実施年月日    | 実施前（各町名ともその一部） |
| ---------- | ------------- | ---------------------------- |
| あさひが丘 | 1998年3月14日 | 東野幌                       |

## 世帯数と人口
2023年（令和5年）12月1日現在の世帯数と人口は以下の通りである。
| 町丁       | 世帯    | 人口    |
| ---------- | ------- | ------- |
| あさひが丘 | 912世帯 | 2,024人 |
| 計         | 912世帯 | 2,024人 |

### 人口の変遷
国勢調査による人口の推移。
| 2000年（平成12年） | 2,272人 | [ 6 ]  |  |
| 2005年（平成17年） | 2,309人 | [ 7 ]  |  |
| 2010年（平成22年） | 2,272人 | [ 8 ]  |  |
| 2015年（平成27年） | 2,098人 | [ 9 ]  |  |
| 2020年（令和2年）  | 2,026人 | [ 10 ] |  |

### 世帯数の変遷
国勢調査による世帯数の推移。
| 2000年（平成12年） | 669世帯 | [ 6 ]  |  |
| 2005年（平成17年） | 706世帯 | [ 7 ]  |  |
| 2010年（平成22年） | 747世帯 | [ 8 ]  |  |
| 2015年（平成27年） | 775世帯 | [ 9 ]  |  |
| 2020年（令和2年）  | 804世帯 | [ 10 ] |  |

## 小・中学校の通学区
小・中学校の通学区は以下の通り。
| 町丁       | 字・番地 | 小学校       | 中学校     |
| ---------- | -------- | ------------ | ---------- |
| あさひが丘 | 全域     | 東野幌小学校 | 野幌中学校 |

## 施設

### 公園
- すずめ公園（あさひが丘49-1,2,3,4）[12]
- やまぼうし公園（あさひが丘25-4）[12]

### 企業・店舗
- セイコーマート 東野幌店（あさひが丘7-12）[13]

### 医療・福祉
- 東野幌歯科・矯正歯科クリニック（あさひが丘7-13）[14]
- 野幌南どうぶつ病院（あさひが丘13-17）[15]

## 交通

### 鉄道
- 鉄道駅は町内には存在しない[16]。最寄り駅は函館本線の野幌駅[16]。
  -  北海道旅客鉄道
    - ■函館本線

### バス
- 町内に ジェイアール北海道バス及び夕張鉄道の路線がある[17]。

### 道路
- 一般国道
  - 町内に一般国道は存在しない[18]。

- 一般道道

- - 北海道道128号札幌北広島環状線[18]

- 都市計画道路
  - 3・3・304 南大通・道道札幌北広島環状線[18][19]